# Sabine Everts
Sabine Christine Everts (Düsseldorf, 4 marzo 1961) è un'ex multiplista e lunghista tedesca.

## Biografia
Nel 1980 fu medaglia di bronzo ai campionati europei di atletica leggera indoor di Sindelfingen nel salto in lungo.
Lo stesso anno fu chiamata a gareggiare durante i Giochi olimpici di Mosca, ma a causa del boicottaggio boicottaggio americano per l'invasione sovietica dell'Afghanistan, al quale aderì anche la Germania Ovest, non poté prenderne parte.
Nel 1982 fu medaglia di bronzo ai campionati europei di atletica leggera indoor nell'eptathlon, classificandosi invece quinta nel salto in lungo.
Nel 1983 partecipò ai campionati del mondo di atletica leggera di Helsinki, dove fu quarta nell'eptathlon, mentre non raggiunse la finale del salto in lungo a causa dei tre salti nulli in qualificazione.
Nel 1984 vinse la medaglia di bronzo nell'eptathlon ai Giochi olimpici di Los Angeles, durante i quali erano invece assenti le nazioni del blocco sovietico. Se le tabelle usate per l'eptathlon a partire dal 1985 fossero state utilizzate anche alle olimpiadi del 1984, Everts avrebbe vinto la medaglia d'oro con uno scarto di un solo punto.
La sua ultima esperienza olimpica risale ai Giochi di Seul 1988, ma non concluse la gara dopo essersi ritirata alla fine della prima giornata di gare.
Insignita nel 1984 del Lauro d'argento, è sposata dal 1992 con l'ex triplista e allenatore Hans-Jörg Thomaskamp, con il quale ha dato alla luce due figli.

## Palmarès
| Anno | Manifestazione  | Sede         | Evento         | Risultato     | Prestazione | Note |
| ---- | --------------- | ------------ | -------------- | ------------- | ----------- | ---- |
| 1980 | Europei indoor  | Sindelfingen | Salto in lungo | Bronzo        | 6,54 m      |      |
| 1982 | Europei indoor  | Milano       | Salto in lungo | Oro           | 6,70 m      |      |
| 1982 | Europei         | Atene        | Eptathlon      | Bronzo        | 6418 p.     |      |
| 1982 | Europei         | Atene        | Salto in lungo | 5ª            | 6,67 m      |      |
| 1983 | Mondiali        | Helsinki     | Eptathlon      | 4ª            | 6398 p.     |      |
| 1983 | Mondiali        | Helsinki     | Salto in lungo | elim. qualif. | nm          |      |
| 1984 | Giochi olimpici | Los Angeles  | Eptathlon      | Bronzo        | 6363 p.     |      |
| 1988 | Giochi olimpici | Seul         | Eptathlon      | dnf           | dnf         |      |

## Campionati nazionali
- 22 volte campionessa nazionale